# 杏 (演員)
杏，全名渡邊杏（1986年4月14日—），日本女演員，東京都澀谷區出身，為知名演員渡邊謙之女。以模特兒出道，在2003年4月之前以本名從事演藝工作。

## 經歷
2001年，杏在15歲時就成為集英社發行的女性時裝雜誌「Non-no」的專屬模特兒。2005年起就在海外的高級服飾時裝秀中活躍，諸如Anna Sui以及Louis Vuitton等知名品牌杏皆有大量出演，是為國際知名的超級名模。翌年，美國的新聞週刊於評選杏為「被世界所尊敬的100名日本人」當中，排名第20。
2007年開始朝演員路線發展，朝日電視台的特別電視劇《天國與地獄》是杏初次作為女演員的作品，之後在2009年的NHK大河劇《天地人》中也參與演出，同年7月由日本電視台製作的連續劇「華麗大間諜」是杏初次參與民放連續劇的演出。之後陸續於《草食系高校武士》、《JOKER 不被原諒的搜查官》等連續劇演出，作為女演員身分的活動也逐漸受到矚目。
2010年9月，杏發表翻唱專輯《LIGHTS》，正式實現了多年來欲從事音樂活動的夢想，拓寬了自身的藝能活動事業。2011年4月，首次主演富士電視台連續劇《失去名字的女神》。2011年10月，演出連續劇《妖怪人間貝姆》中的貝拉一角，獲得日劇學院賞最佳女配角。
2013年，主演NHK下半年播放的晨間劇《多謝款待》，獲第80回日劇學院賞最佳女主角等獎項。2015年，初次主演富士電視台月九劇《約會～戀愛為何物～》。
2021年11月14日開通Instagram及YouTube 頻道，隔年YouTube 2月訂閱人數突破百萬。

## 私生活
父親是國際知名男演員渡邊謙，兄長為男演員渡邊大。曾與其兄（當時用的藝名為新晉一郎）在時裝雜誌「Non-no」上共同演出。學歷為日本青山學院的幼稚園部、小學部、中學部。高中就讀堀越高等學校中途退學，有通過同等學力的認證考試。
喜歡棒球，小學時代曾加入東京都目黑區當地的男女混合少年棒球聯盟。是讀賣巨人的球迷，曾於2009年7月17日於東京巨蛋舉行的讀賣巨人－阪神虎的比賽進行開球式。 另外從幼稚園時代起就喜歡畫畫，在連續劇「華麗大間諜」當中有收錄她所描繪的漫畫。
除了日語之外還精通英語，英語是自學的，聽英文歌曲是她的興趣之一，會透過喜歡的曲目所用的歌詞來幫助學習。又當時為了在巴黎時裝秀上演出，杏到達巴黎時曾閉關在家數個月，苦讀法語至能進行日常對話的程度。
杏很愛好於讀書，經常隨身攜帶著書籍，出國工作時也都會讀完至少超過10本以上的書。特別是偏好於歷史領域相關的書，是所謂的「歷女」，主要關注的是日本戰國時代－幕末這一段歷史，尊敬的歷史人物是新選組的永倉新八。杏會成為歷史迷的原因，是受到了漫畫家渡邊多惠子的作品「光之風」的影響。平時不間斷地讀歷史書，連休假的時候也經常是外出去史蹟遺址或是寺廟一類的地方參觀居多。另外也喜歡登山。
杏擅长料理，会在个人频道晒出自己烹饪的过程，像是散寿司、韭菜炒肝、日式杂煮、草莓戚风蛋糕等她都会做。
與時尚設計師蕭志美的私交很好，經常會一起上街購物。與同樣在海外的時裝秀中很活躍的模特兒TAO與金原杏奈的交情也很好。与观月亚里沙、吉高由里子、小泽征良也有很好交情。交情较好的男性友人是從小認識的三浦贵大。
也很喜歡吉他，出國時會在行李中攜帶C. F. Martin & Company出品的小型吉他。

### 戀情婚姻
2013年，杏和男演員東出昌大因拍攝NHK晨間劇《多謝款待》而交往，兩人共同話題為「歷史」；2015年1月1日，正式登記結婚；2015年10月4日兩人在東京愛宕神社舉行結婚儀式。2016年5月16日，宣布產下一對雙胞胎女兒。2017年11月初產下一子。
2020年1月，唐田英里佳被媒體揭露介入東出昌大和杏的婚姻長達三年，引發輿論討伐。最終在同年7月31日，東出昌大和杏正式離婚，結束約5年半的婚姻關係。离婚后，杏正式宣布去法国生活，但有工作时仍会回日本。据说，杏选择在法国定居，是为了防止子女在日本因东出昌大的丑闻受影响；在法国定居时与父亲渡边谦关系亦相对和平，两人甚至同框出镜。

### 与母亲的关系[15]
杏的母亲名叫由美子，是渡边谦的第一任妻子。二人1983年结婚，但在此之前由美子就加入了一个名叫“释尊会”的新兴宗教团体，亦在数年间欠下至少2亿日元欠款，这可能是导致渡边谦与其离婚的原因；由美子以公开渡边谦的外遇对象为手段反击，但在离婚判决下达前就与释尊会首脑小野兼宏闪电结婚。虽然渡边谦在离婚诉讼中胜诉，且赢得杏的抚养权，但由美子的欠款却要由杏偿还，杏只得进入演艺圈替母还债。
为了避税，由美子创立了经纪公司，让杏加入。然而2014年杏宣布离开母亲的经纪公司，到TOP COAT门下，因此引来由美子与杏关于合同的官司。在诉讼中，杏两次胜诉，最终迫使由美子和解。

## 戲劇作品

### 電視劇
- 黑澤明特別劇「天國與地獄」 （2007年9月8日，朝日電視台） - 飾演 刑事
- 天地人 （2009年，NHK） - 飾演 愛姬
- 華麗大間諜 （2009年7月 - 9月，日本電視台） - 飾演 平原三九
- 草食系高校武士 （2009年10月 - 12月，日本電視台） - 飾演 永澤愛
- 決定不哭的日子 （2010年1月 - 3月，富士電視台） - 飾演 立花万里香
- 新參者 （2010年4月18日，TBS電視台） - 飾演 上川菜穗
- 決定不哭的日子特別篇 （2010年7月2日，富士電視台） - 飾演 立花万里香
- 我與名人結婚的方法（2010年7月 -，NHK） - 飾演 柳田みずほ
- JOKER 私法正義 （2010年7月 - 9月，富士電視台） - 飾演 宮城明日香
- 4夜連續劇 求婚兄弟（2011年2月21日 - 24日，富士電視台） - 飾演 佐佐木綾
- 失去名字的女神（2011年4月 - 6月，富士電視台） - 主演 秋山侑子
- 妖怪人間貝姆（2011年10月 - 12月，日本電視台）- 飾演 貝拉
- 平清盛 （2012年，NHK） - 飾演 北條政子
- 最棒的人生終結方式～Ending Planner～（2012年，TBS電視台）
- 周六特別劇場 - 被子的家（2012年1月28日・2月4日，NHK） - 南　檸檬
- 貓辯〜屍體的贖金〜（2012年4月23日，TBS電視台） - 大福亜子
- 宮部美雪4周連續懸疑SP 最終回- LEVEL 7 （2012年5月28日，TBS電視台） - 三好明恵
- 劍客生涯 御老中暗殺（2012年8月24日，富士電視台） - 佐佐木三冬
- xxxHOLiC （2013年2月24日-4月，WOWOW）- 主演・壹原侑子
- Reverse～警視廳搜查一課Team Z （2013年4月5日，日本電視台） - 主演・佐野希
- 老師遇到鬼（2013年4月 - 6月，富士電視台） - 小茜
- 貓辯和透明人（2013年4月22日，TBS電視台） - 大福亜子
- NHK晨間劇 多謝款待（2013年9月 - ，NHK）- 主演・卯野芽以子/西門芽以子
- 花咲舞無法沉默（2014年4月 - 6月，日本電視台）- 主演・花咲舞
- 約會～戀愛為何物～（2015年1月 - 3月，富士電視台）- 主演・藪下依子
- 東方快車謀殺案 （2015年1月11日 - 12日，富士電視台）- 安藤伯爵夫人
- 黑葉〜機搜的女性搜査官〜（2015年2月22日，朝日電視台）- 主演・黒葉佑
- 花咲舞無法沉默 2（2015年7月 - 9月，日本電視台）- 主演・花咲舞
- 偽裝不倫（2019年7月，日本電視台）- 主演・濱鐘子
- 世界奇妙物語夏之特別篇「無法火化的父親」（2020年7月11日，富士電視台）- 主演・松田春香
- 日本沉沒-希望的人-（2021年10月 - 12月，TBS） - 椎名實梨
- 競爭的維護者（2022年7月11日 - 9月19日，富士電視台）- 主演・白熊楓

### 電影
- 櫻之園 （2008年11月8日、松竹） - 飾演 小笠原葵
- 樂團年代 （2010年1月16日、東寶） - 飾演 ミハル
- 婚前特急（2011年4月1日、ビターズエンド / ショウゲート） - 飾演 浜口トシコ
- 忍者亂太郎（2011年7月23日、日本華納兄弟） - 飾演 山本梨子（年輕時期）
- 歡迎回來隼鳥號（2012年3月10日、松竹） - 飾演 野村奈緒子
- 妖怪人間貝姆電影版（2012年12月15日、東寶） - 飾演 貝拉
- 白金數據（2013年3月16日、東寶） - 飾演 白鳥里沙
- 神探伽俐略：真夏方程式（2013年6月） - 飾演 川畑成實
- Time Scoop Hunter（2013年8月31日、GAGA CORPORATION） - 飾演 古橋ミナミ
- BUMP OF CHICKEN WILLPOLIS 2014 劇場版 － 配音（2014年12月5日、東寶）
- 星丘車站失物招領（2016年3月5日，ファントム・フィルム） - 飾演 大林津奈子
- 不老交響夢（2016年11月11日） - 飾演 小山千鶴
- 超慄方殺陣（2021年10月22日） - 飾演 甲斐麻子
- 電影版TOKYO MER：行動急診室（2023年4月28日） - 飾演 鴨居友

### 動畫
- 百日紅 - 主演・阿榮（2015年5月9日、Tokyo Theatres）
- 麵包超人：閃耀吧！庫倫與生命之星（2018年6月30日、Tokyo Theatres） - 飾演 庫倫
- 生日幻境（2019年4月26日、華納兄弟電影） - 飾演 千
- 鹿王（2022年2月4日、東寶） - 飾演 莎耶
- 窗邊的小荳荳（2023年12月8日、東寶） - 飾演 小荳荳的媽媽[16]

### 舞台劇
- 「Phantom」 （2010年11月 - 12月） - 飾演 克里斯蒂娜·達耶

## 廣播
- J-WAVE「ASAHI SHIMBUN BOOK BAR」
- 杏のAnytime Andante（2011年10月 - 、ニッポン放送）

## 音樂錄影帶
- 「おぼえてる。」HOME MADE 家族 （2008年）
- 「手紙 〜拝啓 十五の君へ〜」安潔拉亞季 （2008年）
- 「流れ星」中島美嘉 （2009年）

## 主要走秀
巴黎時裝秀
- Louis Vuitton
- ツモリチサト
- Viktor & Rolf

紐約時裝秀
- Anna Sui
- Marc Jacobs
- Vivienne Tam

米蘭時裝秀
- Maurizio Pecoraro
- AIGNER
- Antonio Maras

東京時裝秀
- Yuki Torii
- Hiromichi Nakano
- Dress Camp

## CD
- 「LIGHTS」 （2010年9月10日）
- 「愛をあなたに」 （2012年4月25日）

## 其它
- 「ビクター・甲子園ポスター」キャンペーン （2002年）
- 日本國際文化產品展 形象代言人 （2008年－）
- UNIQLO 「UNIQLO COLLECTION TOKYO」 WOMEN 形象人物 （2009年）

## 書籍
- 寫真集IRODORI （2007年4月） 攝影：蜷川實花 角川マガジンズ刊

## 獎項
- 第49回FEC（Fashion Editors Club of Japan）INTERNATIONAL MODEL OF THE YEAR （2005年）
- VOGUE NIPPON Women of the Year 2006 （2006年）
- ELLE Style Awards 2007 MODEL OF THE YEAR （2007年）
- 第25回最適合牛仔褲藝人 協議會選出部門獎 （2008年）
- 寶格麗 Brilliant Dreams Award （2009年）
- 第64回日劇學院賞 最佳女配角 - 決定不哭的日子（2010年）
- 第71回日劇學院賞 最佳女配角 - 妖怪人間貝姆（2012年）
- エランドール新人賞 （2012年）
- 東京國際戲劇節 最佳女配角 - 妖怪人間貝姆（2012年）
- 第80回日劇學院賞 最佳女主角 - 多謝款待（2014年）
- 第23回橋田獎 新人獎 - 多謝款待、王牌女行員花咲舞（2015年）
- 第52回銀河賞電視部門個人賞 - 王牌女行員花咲舞、クロハ～機捜の女性捜査官～、約會～戀愛為何物～（2015年）
- 第84回日劇學院賞 最佳女主角 - 約會～戀愛為何物～（2015年）

## 其它
- 菲律賓親善大使 （2006年2月 - ）

## 外部連結
- 杏/トップコート （页面存档备份，存于）（日語）
- 杏的Instagram帳戶
- 杏的YouTube頻道 （页面存档备份，存于）